# Militão Coelho

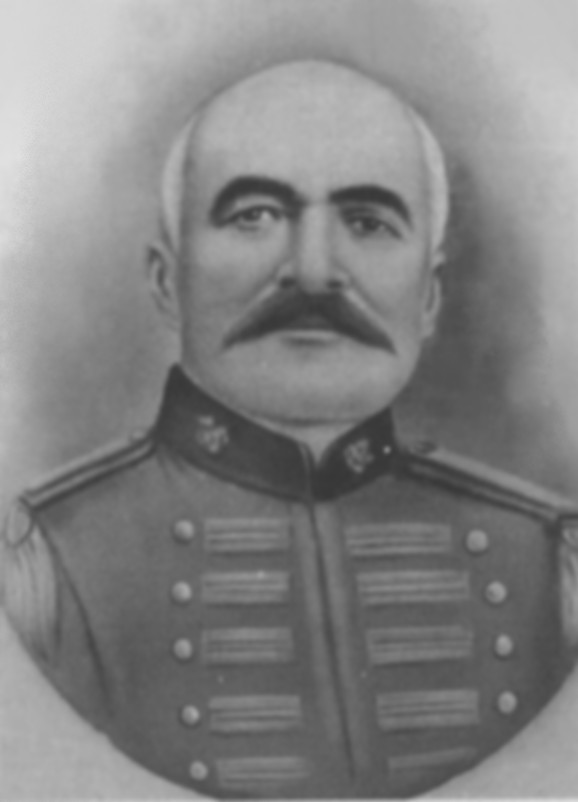
O coronel Militão.

Militão Coelho (Brotas de Macaúbas, 20 de outubro de 1859 — Pilão Arcado, 8 de dezembro de 1919) foi um político e coronel do sertão baiano, e principal adversário da família de Horácio de Matos.

## Biografia
Nasceu em Umbaúba, então povoado de Jordão, distrito pertencente a Brotas de Macaúbas, hoje cidade de Ipupiara, Bahia, filho de Manoel Rodrigues Coelho e Norberta Olímpia Sodré Coelho.
O pai de Militão bebia muito e um dia, depois do jantar, estava sentado na varanda de sua residência, em Barra do Mendes, quando foi assassinado com um tiro. Ninguém, até hoje, descobriu quem o matou. Possivelmente tenha sido por algum escravo.
O coronel Militão Coelho era descendente de piauienses: Seu avô paterno, Vicente Rodrigues Coelho, era natural do Estado do Piauí. Os pais de Miltão Coelho transferiram sua residência de Fundão (atual Ipupiara), para Barra do Mendes, onde fixaram residência definitiva.
Foi casado com Maria Barreto Coelho, com quem teve cinco filhos; enviuvando-se, casou com Maria da Glória Sodré Coelho, com quem teve oito filhos: dos treze filhos destacaram-se Adelino Rodrigues Coelho, que foi Intendente de Barra do Mendes e Nestor Rodrigues Coelho, ex-prefeito de Brotas de Macaúbas e Deputado Estadual.
Militão Coelho tornou-se o chefe político mais poderoso do sertão e tinha apoio do Chefe de Polícia, doutor José Álvaro Cova, que ocupou a Secretaria da Segurança Pública em dois governos sucessivos, de José Joaquim Seabra (1912-1916) e de Antonio Muniz (de 1916-1920). Era Coronel da Guarda Nacional e foi chefe político de incontestável prestígio nos municípios de Brotas de Macaúbas e Barra do Mendes.
Graças ao seu prestígio junto ao então governador Antônio Moniz, conseguiu a emancipação de Barra do Mendes, em 1917. Esse prestígio político não impediu sua derrota face aos jagunços do rival coronel Horácio de Matos, tendo antes enfrentado o tio deste, Clementino.
Tinha pelos amigos sinceros grande e verdadeira admiração. Nas horas de folga gostava de jogar “damas” com os amigos mais próximos. Em 12 de maio de 1896, os jagunços comandados por Clementino de Mattos atacaram Barra do Mendes. Militão Coelho, por ser prudente e ser um homem de paz, recusou-se das ameaças dos inimigos invasores e fugiu com seus amigos e parentes para Olhos D’água dos Batatas, no município de Gameleira do Assuruá. Os invasores, encontrando Barra do Mendes sem ninguém, não tendo, desta forma, com quem brigar, incendiaram as casas de palha existentes na época. Porém, foi em 1919 que a luta tomou caráter mais sério, mais grave, mais sangrento e mais encarniçado, igual a tantos outros que ensangüentaram o sertão baiano naquela época, quando Barra do Mendes foi novamente sitiada.
A luta entre os jagunços comandados pelo Coronel Militão Coelho, chefe de Barra do Mendes, e os jagunços comandados pelo Cel. Horácio de Mattos, chefe da Chapada Velha, que teve como palco a cidade de Barra do Mendes, iniciou-se no dia 07 de janeiro de 1919 e terminou somente no dia 08 de julho do mesmo ano, quando houve o armistício. Militão Coelho foi Conselheiro Municipal, presidente do Conselho Municipal, presidente do diretório municipal do Partido Republicando Federal – PRF, depois presidente do Diretório Municipal do Partido Republicano Democrático – PRD (1914-1919) em Brotas de Macaúbas.
Tomou posse do cargo de Intendente Municipal de Brotas de Macaúbas, em 03 de janeiro de 1915, governando o município até 22 de fevereiro de 1916, voltando a exercer o cargo de Intendente de Brotas de Macaúbas, em 14 de março de 1916, até 18 de agosto de 1917.
Prestou grandes e inestimáveis serviços ao município de Barra do Mendes, realizando importantes obras de interesse público.
Como coronel, no dia 14 de agosto de 1914, tomou posse do cargo de comandante da 103ª Brigada da Cavalaria da Guarda Nacional em Brotas de Macaúbas.
Terminou os seus dias abrigado em casa do coronel Franklin Lins Albuquerque, expulso que fora por Horácio da cidade que emancipara, e que viu novamente ser extinta.